# غارب صائل (كعيدنة)

تعديل مصدري - تعديل

غارب صائل هي إحدى قرى عزلة السكابة والحماريين بمديرية كعيدنة التابعة لمحافظة حجة، بلغ تعداد سكانها 31 نسمة حسب تعداد اليمن لعام 2004.